# نيللي مقدسي
نيللي مقدسي (10 أكتوبر 1976 -), مغنية لبنانية وكاتبة أغاني ومنتجة وعارضة أزياء.

## حياتها ومشوارها الفني
ولدت في بيروت قامت بدراسة الحقوق وأيضا كانت تشارك في عروض الأزياء
بدأت حياتها المهنية بالاشتراك في برنامج الهواة كأس النجوم الذي كان يعرض على قناة ال بي سي اللبنانية في عام 1998, حيث غنت الأغاني الفولكلورية وفازت بالمركز الأول عن كأس سميرة توفيق التي أشادت بأدائها، حصلت على ثلاثة كؤوس، إنطلقت بعدها في عالم الفن لتحقق شهرة كبيرة، ثأترت نيللي بالمطربة القديرة سميرة توفيق كما قالت في احدي البرامج اللبنانية أن سبب غناها اللون البدوي يعود بشدة إعجابها بالمطربة الشهيرة ديانا حداد التي تشتهر بالأغاني البدوية في فترة ما، وأصبحت وجها إعلانيا للكثير من الماركات، والدها كان مدير يتولى إدارة أعمالها
عام 2002 وقعت عقدا مع شركة روتانا لمدة خمس سنوات نشب خلافات بينها وبين شركة روتانا للصوتيات بسبب الحصرية إدى إلى فسخ العقد معها وعادت لتوقع معهم مرة أخرى عام 2005 حتى عام 2010 لحين انتهاء عقدها 
عام 2013 شاركت كمتسابقة في برنامج سبلاش على شاشة المؤسسة اللبنانية للإرسال
في سبتمبر 2016 عادت للساحة الفنية بعد غياب ثلاث سنوات بأغنية منفردة بعنوان «ما فيش رجالة» كتبها ولحّنها محمد رفاعي صورتها مع المخرج فادي حداد وحول الأغنية التي إلى كليب مصور يعالج درامياً جانباً من انتهاك حقوق المرأة، بخاصة العنف الزوجي، والخيانة من جهة أخرى.وظهرت نيللي بإطلالة المرأة القوية والجميلة التي ذهبت وشريكها إلى المحكمة لتحصلّ حقوقها، اثر خيانته لها، وانتقامها منه بعد ان اغتسلت من «اوساخه» في مغطس الاستحمام، لتتابع رحلتها في «قطار الحياة»
طرحت الفنانة اللبنانية نيللي مقدسي أغنيتها الجديدة بطريقة الفيديو كليب بعنوان«كنت أتمنى».
في سبتمبر 2017 أطلقت نيللي أغنية «كنت أتمنى»، حيث ظهرت في الكليب بشخصية الـ«أميرة المُحاربة» من كلمات وألحان جوزف جحا، توزيع باسم رزق، ميكساج وماسترنج إيلي بربر، والتسجيل في استديو هادي شرارة وجو باروتجيان، وتصوير الفيديو كليب في قلعة «بعدران» في الشوف، مع المخرجة رندة علم، في تعاون ثالث يجمعهما في يونيو 2018 أطلق فيديو كليب أغنيتها الجديدة «هلا هلا»، الذي صوّرته تحت إدارة المخرج بشير لاغوسيس.
وأطلّت نيللي في الكليب من كلمات الشاعر اللبناني مازن ضاهر، وموسيقى Ovidiu Marian Bacila وتوزيع Aytekin Kurt وDuran Genc، وتم تسجيلها في تركيا.

## ألبومات
| الألبوم | العام     | المنتج       |
| ------- | --------- | ------------ |
| 2001    | شوف العين | ميوزيك ماستر |
| 2002    | أهلي عرب  | روتانا       |
| 2004    | أنا إيه   | روتانا       |
| 2005    | أوف أوف   | روتانا       |

## فيديو كليبات
| الأغنية             | المخرج                   | المنتج               | سنة الإصدار |
| ------------------- | ------------------------ | -------------------- | ----------- |
| واهي واهن           | رواد ضو                  | ميوزيك ماستر         | 2000        |
| شوف العين           | رواد ضو                  | ميوزيك ماستر         | 2001        |
| مشي المغرور         | شادي حنا                 | ميوزيك ماستر         | 2001        |
| شبكي                | ميرنا خياط               | روتانا، art الموسيقى | 2002        |
| هالي هالو           | كلود بركات، جوليانا صفير | روتانا               | 2002        |
| أنا ايه             | سليم الترك               | روتانا               | 2003        |
| أشتاق               | سليم الترك               | روتانا               | 2005        |
| بس هس               | سليم الترك               | روتانا               | 2005        |
| أوف أوف             | هادي الباجوري            | روتانا               | 2005        |
| يعيش الحب           | جاد صوايا                | ميلودي               | 2008        |
| على عيني            | بودي معلولي              | ميلودي               | 2008        |
| محتاجة ليك          | رندة علم                 | ميلودي               | 2008        |
| نار ناري            | رندلى قديح               | ميلودي               | 2008        |
| يا دادا             | رندلى قديح               | ميلودي               | 2010        |
| يا عرب              | فادي حداد                | أرابيكا              | 2011        |
| ما فيش رجالة        | فادي حداد                | إنتاج خاص            | 2016        |
| كنت أتمنى           | رندة علم                 | إنتاج خاص            | 2017        |
| هلا هلا             | بشير لاغوسيس             | إنتاج خاص            | 2018        |
| حنين                | بشير لاغوسيس             | إنتاج خاص            | 2019        |
| جرحتني عيونه السودا | لقطات من كليبات سابقة    | إنتاج خاص            | 2022        |
| لا تكبر راسك        | بشير لاغوسيس             | إنتاج خاص            | 2023        |
| الحلو طل            | رندلى قديح               | إنتاج خاص            | 2023        |
| حكاية قديس          | سامر محمود               | إنتاج خاص            | 2023        |
| دوز عالي            | رندلى قديح               | إنتاج خاص            | 2024        |

## الأعلانات
- كريم فاتيكا مع محمد نور 2012-2014
- سفيرة ساعات ليون هاتوت 2011-2013

## وصلات خارجية
- نيللي مقدسي على موقع ديسكوغز (الإنجليزية)